# Wolfenbüttel
Wolfenbüttel (A.F.I. [v̥ɔlfm̩ˈbʏtl̩] o [ˈv̥ɔlfm̩bʏtl̩]) és una ciutat de la Baixa Saxònia, a Alemanya, que el 1994 tenia 53.812 habitants. Està situada al sud del riu Oker, 10 km al sud de Braunschweig.

## Història
La primera menció que es coneix de la ciutat fou del 1118. Els primers habitatges probablement estaven limitats a una petita illa del riu Oker. La ciutat esdevingué la residència del duc de Brunswick el 1432. Durant els tres segles següents la ciutat esdevingué un centre artístic que va acollir personalitats com el compositor Michael Praetorius, el filòsof i científic Gottfried Wilhelm Leibniz o el poeta Gotthold Ephraim Lessing. Durant la Guerra dels Trenta Anys, va ser l'escenari de durs combats coneguts amb el nom de la batalla de Wolfenbüttel, del juny del 1641, quan els suecs, sota les ordres de Carl Gustaf Wrangel i el comte Hans Christoff von Königsmarck va derrotar els austríacs que estaven liderats per l'arxiduc Leopold I del Sacre Imperi Romanogermànic. El 1609 s'hi començar a publicar un setmanari del duc de Wolfenbüttel, anomenat Relation aller Fürnemmen und gedenckwürdigen Historien i que la majoria d'historiadors consideren que va significar l'inici de la història del periodisme. A partir del 1753, amb el trasllat de la residència del duc a Braunschweig, la ciutat perdé importància.

## Economia

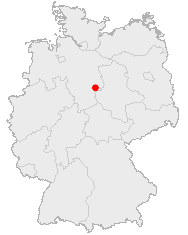
Localització de Wolfenbüttel al mapa d'Alemanya.

Hi ha indústria conservera, s'hi fa maquinària i s'hi fabriquen aparells de ràdio i televisió. La ciutat també és coneguda perquè s'hi elabora el licor Jägermeister.

## Fills il·lustres
- Georg Frederick Lampe (1744-[...?]) tenor i compositor musical
- Karl Mollweide (1774-1825), matemàtic

## Llocs destacats
- El palau de Wolfenbüttel, barroc, actualment és part d'una escola i els antics apartaments d'estat són oberts al públic com a museu.[2]
- La Herzog August Bibliothek (HAB) és la biblioteca ducal fundada el 1572 i reconstruïda el 1886. Conté una de les més famoses i extenses col·leccions de llibres antics. Amb aproximadament 10.000 manuscrits, és especialment rica en obres medievals i incunables del segle xv i llibres relacionats amb la reforma luterana del XVI. Leibniz i Lessing hi treballaren com a bibliotecaris.
- La presó de Wolfenbüttel durant la Segona Guerra Mundial s'encarregava d'executar penes de mort dels delinqüents comuns alemanys culpables de petites faltes, així com de francesos i belgues. Entre d'altres hi foren guillotinats els resistents francesos Louis Toussaint i Louis Renard, i resistents belgues com Marguerite Bervoets, Louis Cartan i Théodore Lefebvre. Al terme municipal també hi ha un camp de treball forçat on es portaren els detinguts per formar part de minories ètniques, resistents a l'autoritat, o presoners de guerra soviètics.[3]